# COLLECTIVE
COLLECTIVE（コレクティブ）は2005年9月30日に発売されたI'veのインディーズアルバム。

## 概要
I've Girls Compilationシリーズ第6弾。当初は2枚組での発売予定であったが、諸事情により1枚のみのリリースとなった。価格は2,940円。品番はICD-66013。前作同様ソフトウェア取扱店での販売となった。夏に発売予定が2ヶ月遅れでのリリース。新曲「Collective」の制作が上手くいかず、作曲担当の高瀬が机をひっくり返し作業が進まなかった。このことは月刊ビジュアルスタイルでのインタビューで明らかになったものだが、実はWebRadio6回目の中で休日の話が出たときにSHIHO等が「机がポーン」や「星一徹」、「コレがひっくり返るだもんね」と4〜5日休日であった話をしている。度重なる発売延期のため、WebRadioの冒頭にて謝罪があった。

## 収録曲
1. Automaton／島みやえい子
  - 作詞：KOTOKO／作曲・編曲：高瀬一矢
2. Abyss／KOTOKO
  - 作詞：元長柾木／作曲・編曲：高瀬一矢
3. IMMORAL／川田まみ
  - 作詞：KOTOKO／作曲・編曲：中沢伴行
4. Do you know the magic?／詩月カオリ
  - 作詞：KOTOKO／作曲・編曲：羽越実有
5. philosophy／MOMO
  - 作詞：KOTOKO、高瀬一矢／作曲・編曲：高瀬一矢
6. We Survive／KOTOKO
  - 作詞：KOTOKO／作曲・編曲：C.G mix
7. Permit／MELL
  - 作詞：MELL／英訳：ハリー吉田／作曲：中沢伴行／編曲：中沢伴行、尾崎武士
8. Lupe／KOTOKO
  - 作詞：KOTOKO／作曲・編曲：中坪淳彦
9. Kiss the Future／SHIHO
  - 作詞：元長柾木／作曲：高瀬一矢／編曲：C.G mix
10. Egen／MELL
  - 作詞：MELL／作曲・編曲：羽越実有
11. Imaginary affair／KOTOKO
  - 作詞：KOTOKO／作曲・編曲：高瀬一矢
12. eclipse／川田まみ
  - 作詞：KOTOKO／作曲・編曲：中沢伴行
13. Trust You're Truth 〜明日を守る約束〜／KOTOKO
  - 作詞：KOTOKO、都築真紀／作曲・編曲：高瀬一矢
14. Collective／KOTOKO
  - 作詞：高瀬一矢(KOTOKO)／作曲・編曲：高瀬一矢
  - 作詞者の意向により、ブックレットに歌詞は掲載されておらず、かなりダークで猟奇的な詞である。また、公式では作詞が高瀬一矢と表記されているが、実際に作詞を手掛けたのはKOTOKOである[1]。尚、後に発売されたアルバム「TRIBAL LINK-L」「G.C.BEST -I've GIRL's COMPILATION BEST-」にて、正式な歌詞が掲載されている。

## タイアップ
| 曲名                                  | タイアップ                                                             |
| ------------------------------------- | ---------------------------------------------------------------------- |
| Automaton                             | PCゲーム『真説 猟奇の檻』オープニングテーマ                            |
| Abyss                                 | PCゲーム『ラストオーダー』主題歌                                       |
| IMMORAL                               | PCゲーム『IMMORAL』エンディングテーマ                                  |
| Do you know the magic?                | PCゲーム『魔法はあめいろ？』オープニングテーマ                         |
| philosophy                            | PCゲーム『家族計画』エンディングテーマ                                 |
| We Survive                            | PCゲーム・OVA『ヴァリアブル・ジオ』主題歌                              |
| Permit                                | PCゲーム『真説 猟奇の檻』エンディングテーマ                            |
| Lupe                                  | PCゲーム『凌辱制服女学園』エンディングテーマ                           |
| Kiss the Future                       | PCゲーム『未来にキスを-Kiss the Future-』オープニングテーマ            |
| Egen                                  | PCゲーム『ソニックダイヴ』主題歌                                       |
| Imaginary affair                      | PCゲーム『こなたよりかなたまで』オープニングテーマ                     |
| eclipse                               | PCゲーム『燐月-リンゲツ-』オープニングテーマ                           |
| Trust You're Truth 〜明日を守る約束〜 | OVA『とらいあんぐるハート3 〜Sweet Songs Forever〜』オープニングテーマ |